# Младен Селак
Младен Селак (1921 — 2014) био је српски предузетник и проналазач, који је живео у Америци. Рођен је у Босанској Бојни 1921. године (тада Краљевини Југославији) где је завршио два разреда основне школе. У Нови Сад се преселио 1930, где је завршио основну и средњу школу. Образовање у трговинској академији није успео да заврши, јер је почео Други светски рат.
У то време, створена је фашистичка Независна Држава Хрватска. Због трагичних околности Младен је ухапшен на путу до куће и одведен у затвор у Глини. На невероватан начин био је спасен, а био је један од 12 преживелих из затвора. У родном месту је био само три недеље, а затим је под изговором да је регрутован у војску, одведен у логор Јасеновац. И опет је спашен. У јулу 1941. године стигао је у Београд као избеглица.
После Другог светског рата, он је одбио да постане члан Комунистичке партије, а 1955. је коначно одлучио да тражи могућност за бољег живота и слободе за себе и своју породицу. После 11 месеци чекања у Аустрији био је у могућности да путује у Њујорк. Као и сваки емигрант, у почетку је морао да ради једноставне задатке - санирање и кречење кућа, учећи енглески језик уз рад. Имао је срећу да добије посао у бруклинском Политехничком институту, где је и студирао. Затим опет изненадне околности диктирају Младенов развојни пут. Усредсредио се на графичку индустрију. Офсет штампа, која је управо ушла у употребу, је за њега постала велики изазов. Младен је 1968. направио први „улагач за коверте офсет машина“ и на тај начин учетворостручио производњу штампе коверти.
Након рецесије 1972/73. године морао да се пресели у Чикаго и да је према уговору, пет година ради у компанији која купује патенте. Након тога, сад са четири патената и великим искуством у графичкој индустрији, оснива компанију Astro Machine Corporation, која је временом остварила високу позицију у индустрији у свету. Главни мотив филозофије и успеха ове корпорације изражени су у идеји о „напретку кроз технологију“. Компанија до сада има 18 регистрованих патената. Она успешно производи ласерске инк-џет штампаче, чији пласман је обезбеђен кроз више од 500 уговора са највећим светским компанијама. Младен Селак је члан Радног одбора Хјулет-Пакарда, који користи технологију његове компаније
Желећи да помогне младим и талентованим људима у области научног развоја, основао је Фондацију „Младен Селак“ 2003. Она помаже младе проналазаче. Кроз све године Младен Селак је посебну пажњу посветио српској заједници у Сједињеним Државама и људима у својој домовини, којима је помагао на разне начине.